# Кокі
Ко́кі (ест. Koki küla) — село в Естонії, у волості Ляене-Сааре повіту Сааремаа.

## Населення
Чисельність населення на 31 грудня 2011 року становила 26 осіб.

## Географія
Поблизу села проходить автошлях 109 (Тійріметса — Люманда).

## Історія
Історично село Коймла належало до приходу Кігелконна (Kihelkonna kihelkond).
До 12 грудня 2014 року село входило до складу волості Люманда.

## Історичні пам'ятки

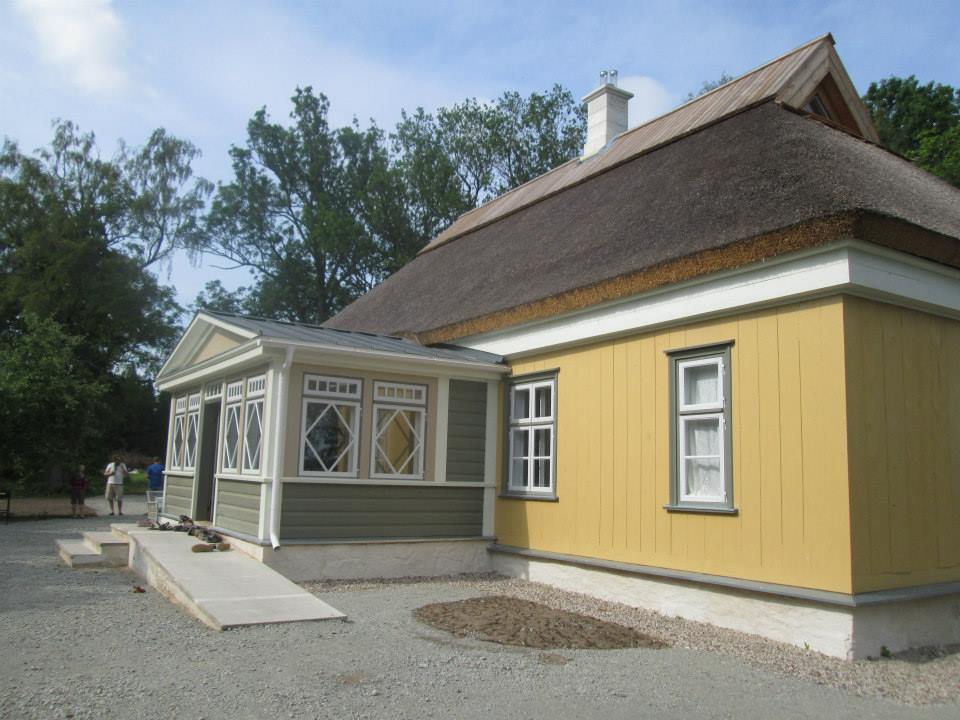
Колишня головна будівля мизи Котланді

На південно-західній околиці села біля дороги Котланді — Кокі розташовується колишній маєток Котланді (Kotlandi mõis).

## Пам'ятки природи
На північний схід від Кокі починається територія природного заповідника Війдумяе (Viidumäe looduskaitseala). На південний захід від села в 2006 році був утворений заказник Котланді (Kotlandi hoiuala).